# Sagua de Tánamo
Sagua de Tánamo là một đô thị và thành phố ở tỉnh Holguín của Cuba.
Vườn quốc gia Sierra Cristal (tiếng Tây Ban Nha: Parque Nacional Sierra Cristal) nằm một phần ở Sagua de Tánamo và một phần ở Mayarí.
Đô thị này được chia thành các phường (barrio) Barrederas, Bazán, Cananovas, Catalina, Esterón, Juan Díaz, Miguel, Pueblo, Sitio và Zabala.

## Thông tin nhân khẩu
Năm 2004, đô thị Sagua de Tánamo có dân số 52.013 người. Diện tích là 704 km² (271,8 mi²), với mật độ dân số là 73,9người/km² (191,4người/sq mi).